# حارة مستشفى صدام الشرقي (صنعاء)

تعديل مصدري - تعديل

حارة مستشفى صدام الشرقي هي إحدى حارات حي معين بمديرية معين إحد مديريات العاصمة اليمنية صنعاء، بلغ تعداد سكانها 1574 نسمة حسب تعداد اليمن لعام 2004.